# La pesadilla de Ariel
La pesadilla de Ariel (A Daughter's Nightmare) es una película de 2014 de la cadena de televisión Lifetime dirigida por Vic Sarin y protagonizada por Emily Osment, Gregg Sulkin, Paul Johansson y Victoria Pratt. 

## Sinopsis
Tras la muerte de su esposo, Dana (Victoria Pratt) conoce en un grupo de apoyo a Adam (Paul Johansson), un misterioso y educado hombre que se ofrece a ayudarla a superar su dolor. Pero Ariel (Emily Osment), la hija universitaria de Dana, empieza a sospechar de las intenciones de Adam al ver cómo la estabilidad emocional de su madre es cada vez más frágil. Con la ayuda de Ben (Gregg Sulkin), Ariel debe descubrir la terrible verdad del pasado de Adam.

## Reparto
- Emily Osment como Ariel Morgan.
- Gregg Sulkin como Ben Woods.
- Paul Johansson como Patrick Adam Smith.
- Victoria Pratt como Dana Morgan.
- Richard Karn como Cameron "Cam" Morgan.
- Jaden lluvia como Brooks.
- Eric Breker como Vic.
- Gabriela Zimmerman como María.
- Alex Zahara como Dr. Shwarzstein.

## Producción
La filmación de la película empezó en 2013 y fue rodada en Kelowna, Canadá.